# Radočaji
Radočaji is een plaats in de gemeente Generalski Stol in de Kroatische provincie Karlovac. De plaats telt 98 inwoners (2001).